# King O’Malley

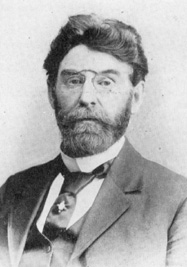
King O’Malley

King O’Malley (* Juli 1854; † 20. Dezember 1953 in Melbourne) war ein australischer Politiker. Das Mitglied der Australian Labor Party gilt als eine der schillerndsten politischen Figuren Australiens des frühen 20. Jahrhunderts und war Innenminister von 1910 bis 1913 sowie von 1915 bis 1916. Er setzte sich maßgeblich dafür ein, dass Canberra als Standort der zukünftigen Hauptstadt bestimmt wurde und gab den Anstoß für die Gründung der staatlichen Commonwealth Bank (seit 1996 privatisiert).

## Rätselhafte Herkunft
Weder O’Malleys Geburtsdatum noch der Geburtsort sind mit Sicherheit bekannt. Seine Biografen Larry Noye und Arthur Hoyle geben an, er sei am 2. Juli geboren worden. Er selbst nannte den 3. oder 4. Juli. Sein ganzes Leben bestand O’Malley darauf, er sei auf der Stanford Farm in den Eastern Townships in der kanadischen Provinz Québec geboren worden und somit Untertan der britischen Krone gewesen. Wahrscheinlicher ist aber, dass er auf der Farm seiner Eltern in Valley Falls im US-Bundesstaat Kansas zur Welt kam. Laut eigenen Angaben hießen seine Eltern William und Mary (geb. King) O’Malley. Es ist unwahrscheinlich, dass „King O’Malley“ sein richtiger Name war. Genaue Informationen über seine Herkunft sind nicht auffindbar, da er vor der Auswanderung nach Australien nie von der US-amerikanischen Volkszählung erfasst wurde.

## Auswanderung und Politik
O’Malley besuchte in New York City die Grundschule und arbeitete danach in der Bank seines Onkels. Ab 1880 war er als Versicherungsagent und Grundstücksmakler tätig, wobei er quer durch die Vereinigten Staaten reiste. 1881 heiratete er Rosy Wilmot, die bereits fünf Jahre später verstarb. Im Oktober 1888 wanderte er nach Australien aus, wahrscheinlich um Schulden zu entfliehen. Dort war er ebenfalls als Versicherungsagent tätig und zog wegen seiner beruflichen Tätigkeit häufig um. Daneben predigte er evangelikales Christentum und Mäßigung.
Ab 1895 lebte er in Gawler in South Australia. Ein Jahr später wurde er als Vertreter der Radikaldemokraten ins Abgeordnetenhaus von South Australia gewählt. Um als wahlberechtigt anerkannt zu werden, musste er britischer Untertan sein; deshalb gab er an, in Kanada geboren, aber in den USA aufgewachsen zu sein. Er war entschiedener Gegner der wohlhabenden Großgrundbesitzer, die damals die Politik der Kolonie dominierten. O’Malley wurde 1899 abgewählt und zog im darauf folgenden Jahr nach Tasmanien. Der groß gewachsene, modisch gekleidete Nordamerikaner mit Vollbart, der das Evangelium und radikale Demokratie predigte, sorgte dort für großes Aufsehen. 1901 wurde er zu einem der fünf tasmanischen Abgeordneten des neu geschaffenen Repräsentantenhauses gewählt. Im selben Jahr trat er der Australian Labor Party bei.
O’Malley war einer der prominenteren und auffälligeren Abgeordneten, doch seine radikalen Ideen stießen auf wenig Zustimmung und viele hielten ihn für einen Scharlatan. Er setzte sich vergeblich für die Einrichtung einer Zentralbank ein, um Farmern und kleinen Geschäftsleuten günstige Kredite gewähren zu können – eine der häufigsten populistischen Forderungen des frühen 20. Jahrhunderts. Er war weder in der Regierung von Chris Watson vertreten (ab 1904), noch in der ersten Regierung von Andrew Fisher (ab 1908). Doch im April 1910 wählte ihn die Parteiversammlung zum Innenminister in Fishers zweiter Regierung. Im selben Jahr heiratete er Amy Garrod.

## Innenminister

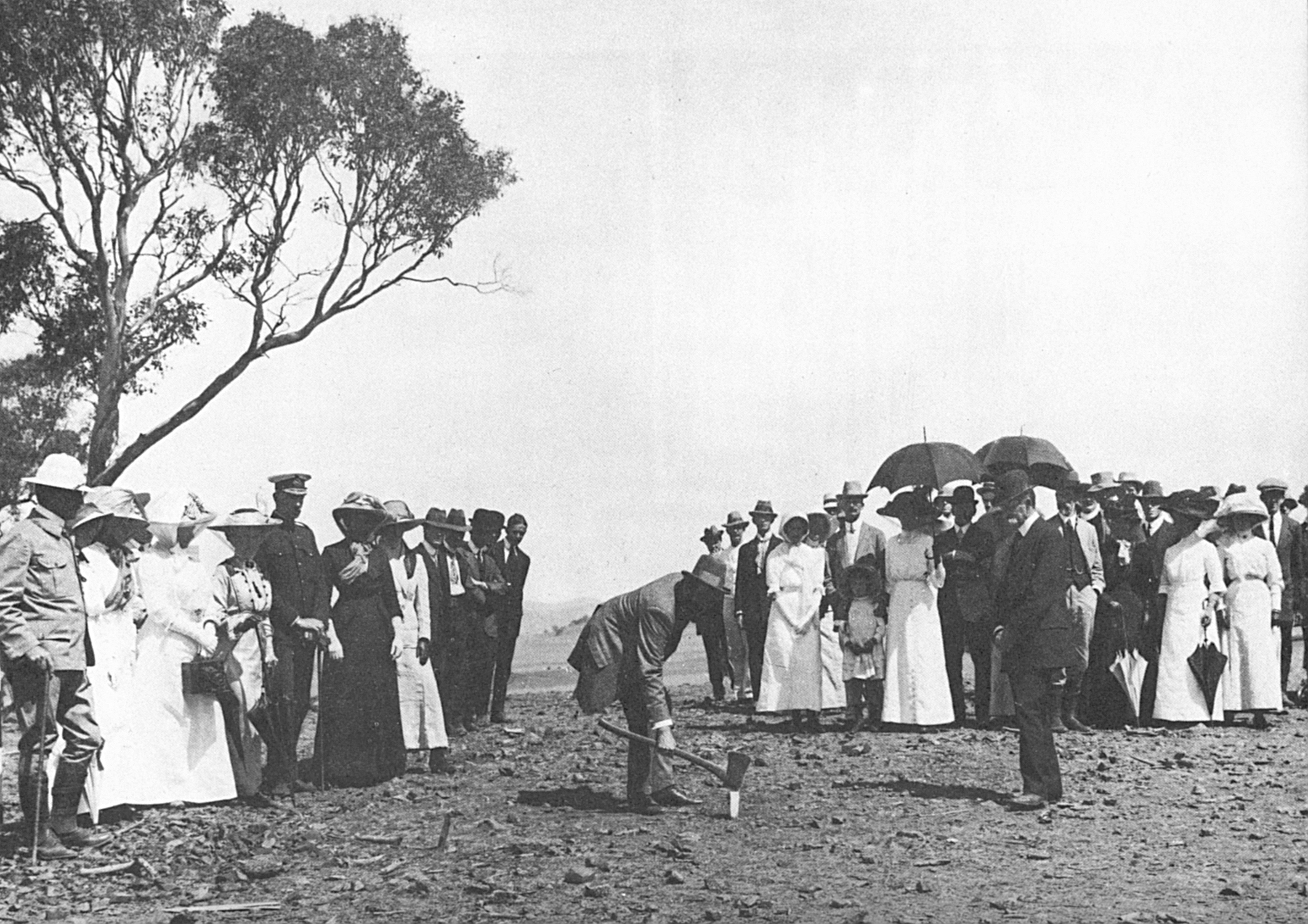
King O’Malley schlägt in Canberra den ersten Vermessungspfosten ein

Als Innenminister spielte O’Malley eine bedeutende Rolle beim Auswahlverfahren für den Standort der neuen Hauptstadt und setzte sich für Canberra ein. Er kürte auch den Gewinner des Gestaltungswettbewerbes, den US-amerikanischen Architekten Walter Burley Griffin. Am 20. Februar 1913 schlug er den ersten Vermessungspfosten ein und wenige Wochen später, am 12. März, war er bei der offiziellen Stadttaufe anwesend. Als überzeugter Abstinenzler war er dafür verantwortlich, dass im Australian Capital Territory die äußerst unbeliebte Alkoholprohibition eingeführt wurde. Er legte auch den Grundstein für die transaustralische Eisenbahn von Port Augusta nach Perth.
O’Malleys Forderungen führten 1911 zur Schaffung der Commonwealth Bank, einer staatlichen Ersparnis- und Investitionsbank (auch wenn er nicht allein dafür verantwortlich war, wie er in späteren Jahren immer behauptete). Ein weiteres Erbe O’Malleys war die Schreibweise der Parteibezeichnung, mit „Labor“ im amerikanischen Stil. Er war ein Anhänger der Rechtschreibreform und überzeugte die Partei, dass „Labor“ moderner aussehe als das im britischen Englisch übliche „Labour“. Die amerikanische Schreibweise konnte sich in Australien zwar nicht durchsetzen, doch die Bezeichnung „Labor“ blieb bestehen.
Die Labor Party erlitt bei den Wahlen im Juni 1913 eine Niederlage. Als sie im Oktober 1914 wieder an die Macht gelangte, gehörte O’Malley nicht der Regierung an. Im Oktober 1915 trat Andrew Fisher jedoch zurück und O’Malley wurde wieder Innenminister, in der ersten Regierung von Billy Hughes. Nur ein Jahr später überwarf er sich mit dem Premierminister. Hughes wollte die Wehrpflicht einführen, um das Vereinigte Königreich im Ersten Weltkrieg zu unterstützen. O’Malley trat aus Protest zurück und wurde zu einem erbitterten Gegner der Wehrpflicht.
Hughes rief im Mai 1917 Neuwahlen aus und O’Malley unterlag in seinem tasmanischen Wahlkreis knapp einem Kandidaten der Nationalist Party of Australia. Er kandidierte 1919 und 1922 nochmals, schaffte es aber beide Male nicht, gewählt zu werden. Zum Zeitpunkt seiner Niederlage war er 59 Jahre alt; er zog nach Melbourne und verbrachte viel Zeit damit, sich selbst zu einer lebenden Legende zu machen – vor allem, was seine Rolle bei der Gründung der Commonwealth Bank betrifft – und um polemische Zeitungsartikel zu schreiben. Als er mit 99 Jahren starb, war er der letzte überlebende Abgeordnete des ersten gesamtaustralischen Parlaments und erhielt ein Staatsbegräbnis.

## Nachwirkung
O’Malley spielte eine bedeutende Rolle bei der Entwicklung der Hauptstadt Canberra, der Stadtteil O’Malley ist deshalb nach ihm benannt. Ebenfalls seinen Namen trägt ein Pub in Canberra, das King O’Malley’s Irish Pub im Stadtzentrum. Dies ist jedoch eher als ironische Anspielung auf das erst 1928 aufgehobene unpopuläre Alkoholverbot im Australian Capital Territory zu verstehen. Er ist auch die Hauptfigur im Musical The Legend of King O’Malley von Bob Ellis und Michael Boddy.
Sein Vermögen und das seiner 1958 verstorbenen zweiten Ehefrau wurden dem King & Amy O’Malley Trust übertragen, einer Stiftung, die jedes Jahr 30 Stipendien an Studentinnen der Haushaltswissenschaft vergibt.